# SNR 0509-67.5
SNR 0509-67.5 is een supernovarest in het sterrenbeeld Dorado (Goudvis), ongeveer 160000 lichtjaar van de zon in de Grote Magelhaense Wolk. SNR 0509-67.5 is waarschijnlijk het restant van een type Ia supernova.

## NGC 1846
Vanaf de aarde gezien bevindt SNR 0509-67.5 zich schijnbaar in de buurt van de open sterrenhoop NGC 1846.